# John Ohlsen Developments
John Ohlsen Developments Limited war ein neuseeländischer Hersteller von Automobilen.

## Unternehmensgeschichte
John Ohlsen gründete 1990 das Unternehmen in Auckland und begann mit der Produktion von Automobilen. Der Markenname lautete Ohlsen. 1998 endete die Produktion.

## Fahrzeuge
Das erste Modell war die Nachbildung des AC Cobra. Die offene Karosserie bestand aus Aluminium. 1995 ergänzte ein Coupé das Sortiment.